# Kokotice

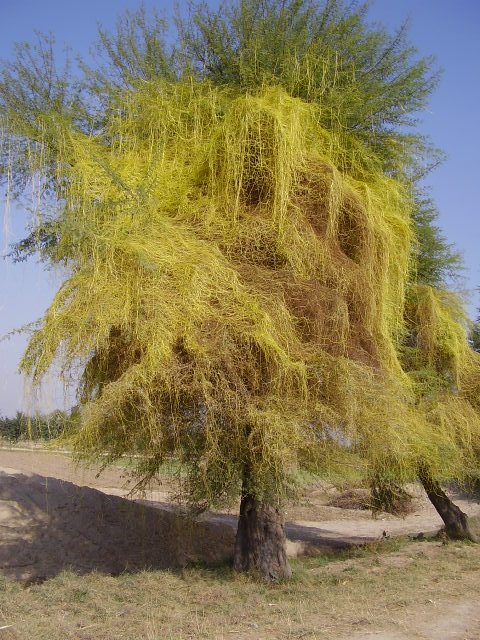
Porosty kokotic na akácii

Kokotice (Cuscuta), lidově otáčka, otočka či užerka, je rod asi 100–170 druhů žlutých, oranžových či červených, jen vzácně zeleně zbarvených rostlin, jež jsou známé svým parazitickým způsobem života. Dříve se řadila do vlastní čeledi kokoticovitých, nyní podle nedávných genetických výzkumů (taxonomický systém APG III) spolu s množstvím dalších rodů do čeledi svlačcovitých (Convolvulaceae).

## Parazitismus

### Přizpůsobení
Kokotice se dokonale přizpůsobila parazitickému způsobu života. Listy jsou silně redukovány a obsahují jen málo chlorofylu (alespoň částečně fotosyntetizovat mohou jen některé druhy, jako Cuscuta reflexa, kokotice evropská vůbec). Produkují množství semen s tvrdým osemením, která vydrží 5–10 let v půdě.
V tropických deštných lesích může kokotice být trvalka, protože po smrti jednoho hostitele kontinuálně přechází na jiného. V mírných pásech se obvykle chová jako jednoletka.

### Vyklíčení a detekce hostitele
Po vyklíčení musí najít kokotice svou hostitelskou rostlinu. Zřejmě dokáže tuto rostlinu najít podle „čichu“, snímá totiž těkavé látky charakteristické pro danou hostitelskou rostlinu, jak ukázaly výzkumy na Cuscuta pentagona. Pokud totiž nenajde hostitele do 5–10 dnů od počátku klíčení, zahyne.

### Cizopasení
Pokud najde kokotice hostitele, začne se kolem něj ovíjet a produkovat vlákna zvaná haustoria, vrůstající do cévních svazků hostitele. Následně obvykle shnije kořen, jímž byla klíčící kokotice připoutána k zemi.
V průběhu cizopasení obvykle snižuje kokotice schopnost hostitelských organismů bránit se proti virové infekci a dokonce může zprostředkovat přenos viru z jednoho hostitele na druhého. Také snižuje schopnost hostitele bránit se býložravému hmyzu.

## Ekonomické dopady
Kokotice je význačným karanténním plevelem. Pokud se osoby pohybují mezi místem s výskytem kokotice a místem bez ní, musí se zkontrolovat, zda nedochází k přenosu semen Pokud však k tomu dojde, doporučuje se několik let pěstovat plodiny, jež nemohou být pro kokotici hostitelem (některé jednoděložné).